# Google Tabellen
Google Tabellen (englisch Google Sheets) ist ein Tabellenkalkulationsprogramm von Google, das Teil der kostenlosen, webbasierten Suite Google Docs Editors ist. Der Dienst umfasst noch Google Docs, Google Präsentationen, Google Zeichnungen, Google Formulare, Google Sites und Google Notizen.
Google Tabellen ist als Webanwendung, mobile App für Android, iOS, Windows, Blackberry und als Desktopanwendung für Google Chrome OS verfügbar. Die App ist mit Microsoft-Excel-Dateiformaten kompatibel. Die App ermöglicht es Benutzern, Dateien online zu erstellen und zu bearbeiten und gleichzeitig mit anderen Benutzern in Echtzeit zusammenzuarbeiten. Änderungen werden vom Benutzer mit einem Versionsverlauf verfolgt, der die Änderungen darstellt. Die Position eines Bearbeiters wird mit einer editorspezifischen Farbe und einem Cursor hervorgehoben und ein Rechtesystem regelt, was Benutzer tun können. In den Updates wurden Funktionen eingeführt, die maschinelles Lernen verwenden, darunter Erkunden, das Antworten basierend auf Fragen in natürlicher Sprache in einer Tabelle bietet.

## Geschichte
Google Tabellen entstand aus XL2Web, einer webbasierten Tabellenkalkulationsanwendung, die von 2Web Technologies entwickelt wurde und von Jonathan Rochelle und Farzad „Fuzzy“ Khosrowshahi gegründet wurde. XL2Web wurde 2006 von Google übernommen und in Google Labs Spreadsheets umgewandelt. Es wurde am 6. Juni 2006 als Test für eine begrenzte Anzahl von Nutzern eingeführt. Der eingeschränkte Test wurde später durch eine Betaversion ersetzt, die ungefähr zur gleichen Zeit für alle Google-Kontoinhaber verfügbar war, als offizielle Ankündigung wurde eine Pressemitteilung herausgegeben. Im März 2010 kaufte Google das Online-Dokumentenkollaborationsunternehmen DocVerse auf. DocVerse ermöglichte die Online-Zusammenarbeit mehrerer Benutzer an Excel-kompatiblen Dokumenten sowie anderen Microsoft-Office-Formaten wie Word und PowerPoint. Auf DocVerse basierende Verbesserungen wurden angekündigt und im April 2010 bereitgestellt. Im Juni 2012 erwarb Google Quickoffice, eine proprietäre Freeware-Produktivitätssuite für mobile Geräte. Im Oktober 2012 wurde das damalige englische Google Spreadsheets in Google Sheets umbenannt und eine Chrome-App veröffentlicht, die Verknüpfungen zu Tabellen auf der neuen Registerkarte von Chrome bereitstellte.

## Plattformen
Google Tabellen ist als Webanwendung verfügbar, die von den Webbrowsern Google Chrome, Microsoft Edge, Mozilla Firefox, Internet Explorer und Apples Safari unterstützt wird. Benutzer können unter anderem auf alle Tabellenkalkulationen gemeinsam über die Google Drive-Website zugreifen. Im Juni 2014 hat Google eine eigene Website-Startseite für Google Tabellen eingeführt, die nur Dateien enthält, die mit Google Tabellen erstellt wurden. Im Jahr 2014 hat Google eine dedizierte mobile App für Google Tabellen auf den mobilen Betriebssystemen Android und iOS eingeführt. Im Jahr 2015 wurde die mobile Webseite für Google Tabellen mit einer „einfacheren, einheitlicheren“ Oberfläche aktualisiert und Benutzer, die eine Bearbeitung vornehmen möchten, zur mobilen App weitergeleitet, um die Bearbeitung im mobilen Web zu vermeiden.

## Features

### Bearbeitung

#### Zusammenarbeit und Versionsverlauf
Google Tabellen dient als kollaboratives Tool zum gemeinsamen Bearbeiten von Tabellen in Echtzeit. Dokumente können von mehreren Benutzern gleichzeitig geöffnet und bearbeitet werden und Benutzer können zeichenweise Änderungen sehen, wenn andere Mitarbeiter Änderungen vornehmen. Diese Änderungen werden automatisch auf den Servern von Google gespeichert und ein Versionsverlauf wird automatisch gespeichert, mit Hilfe dessen ältere Versionen eingesehen und wiederhergestellt werden können. Die aktuelle Position eines Mitbearbeiters wird mit einer editorspezifischen Farbe bzw. einem Cursor oder bei Anmeldung zusätzlich mit dem Namen des Editors dargestellt. Wenn also ein anderer Bearbeiter diesen Teil des Dokuments anzeigt, kann er die Änderungen sofort sehen. Eine Chat-Funktion in der Seitenleiste ermöglicht es, Änderungen zu besprechen. Dabei kann nicht gesteuert werden, wie oft Versionen gespeichert werden, wobei normalerweise jede Sitzung von der Software erkannt und als Änderungsgruppe mit jeder untergeordneten Teiländerung einsehbar zusammengefasst wird. Dateien können in verschiedenen Formaten wie PDF und Office Open XML auf den lokalen Computer eines Benutzers exportiert werden. Google Tabellen unterstützt das Tagging für Archivierungs- und Organisationszwecke.

#### Erkunden
Das Feature Erkunden wurde im September 2016 für die gesamte Suite eingeführt und ermöglicht zusätzliche Funktionen durch künstliche Intelligenz. In Google Tabellen ermöglicht Erkunden den Nutzern, Fragen zu stellen, beispielsweise „Wie viele Einheiten wurden am Black Friday verkauft?“, und Entdecken gibt die Antwort zurück, ohne dass der Nutzer Formelkenntnisse benötigt, womit natürliche Sprache in das Programm eingebunden wird. Im Juni 2017 hat Google die Funktion in Google Tabellen erweitert, um automatisch Diagramme zu erstellen und Daten zu visualisieren, und im Dezember erneut um maschinelles Lernen erweitert, das automatisch Pivot-Tabellen erstellen kann. Im Oktober 2016 kündigte Google die Aufnahme von Action Items in Tabellen an. Wenn ein Benutzer eine Aufgabe innerhalb eines Blatts einem anderen Benutzer per Tagging zuweist, erkennt der Dienst den Benutzer automatisch und gibt ihm einen Hinweis. Google gibt an, dass dies es anderen Mitarbeitern erleichtern wird, zu erkennen, wer für einzelne Aufgaben zuständig ist. Wenn ein Benutzer Google Tabellen oder eine der anderen Suite-Anwendungen besucht, werden alle Dateien mit ihm zugewiesenen Aufgaben mit einem Hinweis gekennzeichnet. Im März 2014 führte Google Add-ons ein; neue Tools von Drittanbietern, die weitere Funktionen für Google Tabellen nutzbar machen.

#### Offlinebearbeitung
Um Tabellenkalkulationen offline auf einem Computer anzuzeigen und zu bearbeiten, müssen Benutzer Google Chrome verwenden. Eine Chrome-Erweiterung, Google Docs Offline, ermöglicht es Benutzern, die Offlineunterstützung für Tabellen und andere Suite-Dateien auf der Google Drive-Website zu aktivieren. Die Android- und iOS-Apps unterstützen nativ die Offline-Bearbeitung, wobei die Dateien lediglich zuzüglich zur Cloud-Sicherung lokal gespeichert werden müssen.

### Dateien

#### Unterstützte Dateiformate und Einschränkungen
Dateien in den folgenden Formaten können angezeigt und in das Tabellenformat konvertiert werden: .xls (wenn neuer als Microsoft Office 95), .xlsx, .xlsm, .xlt, .xltx, .xltm .ods, .csv, .tsv, .txt, .tab. Die Gesamtgröße des Dokuments ist auf 5 Millionen Zellen begrenzt.

### Google Workspace
Die Tabellen-App und der Rest der Google Docs Editors-Suite können von Einzelpersonen kostenlos verwendet werden, aber Google Tabellen ist auch als Teil des geschäftsorientierten Google Workspace (ehemals G Suite)-Dienstes von Google verfügbar, einem monatlichen Abonnement, das zusätzliche Funktionen freischaltet.

### Integration von Diagrammen und Wikipedia
Sheets kann Google Charts erstellen und verfügt über ein Drittanbieter-Plugin, das die Integration von Wikipedia ermöglicht.

### Weitere Features
Ein einfaches Tool zum Suchen und Ersetzen ist verfügbar. Der Dienst umfasst ein Web-Zwischenablage-Tool, mit dem Benutzer Inhalte zwischen Google Tabellen und Docs, Präsentationen und Zeichnungen kopieren und einfügen können. Die Web-Zwischenablage kann auch zum Kopieren und Einfügen von Inhalten zwischen verschiedenen Computern verwendet werden. Kopierte Elemente werden bis zu 30 Tage lang auf den Servern von Google gespeichert. Google bietet eine Erweiterung für den Google Chrome-Webbrowser namens Office Editing for Docs, Sheets and Slides an, die es Benutzern ermöglicht, Microsoft Excel-Dokumente in Google Chrome über die Tabellen-App anzuzeigen und zu bearbeiten. Die Erweiterung kann zum Öffnen von auf dem Computer gespeicherten Excel-Dateien mit Chrome sowie zum Öffnen von im Web gefundenen Dateien (in Form von E-Mail-Anhängen, Websuchergebnissen usw.) verwendet werden, ohne sie herunterladen zu müssen. Die Erweiterung wird standardmäßig auf Chrome OS installiert. Ab Juni 2019 wird diese Erweiterung nicht mehr benötigt, da die Funktionalität nativ vorhanden ist.
Google Cloud Connect war ein Plug-in für Microsoft Office 2003, 2007 und 2010, das beliebige Excel-Dokumente automatisch speichern und mit Google Tabellen synchronisieren konnte (vor der Einführung von Google Drive). Die Online-Kopie wurde bei jedem Speichern des Microsoft Excel-Dokuments automatisch aktualisiert. Microsoft Excel-Dokumente konnten offline bearbeitet und später online synchronisiert werden. Google Cloud Connect verwaltete frühere Versionen von Microsoft Excel-Dokumenten und ermöglichte es mehreren Benutzern, zusammenzuarbeiten, indem sie gleichzeitig an demselben Dokument arbeiten. Allerdings wurde Google Cloud Connect zum 30. April 2013 eingestellt, da Google Drive laut Entwickler alle oben genannten Aufgaben „mit besseren Ergebnissen“ erfüllt.
Während Microsoft Excel den 1900-Schaltjahrfehler beibehält, „behebt“ Google Tabellen diesen Fehler, indem alle Daten vor dem 1. März 1900 erhöht werden, sodass die Eingabe von 0 und die Formatierung als Datum den 30. Dezember 1899 zurückgibt. Excel behandelt 0 als den 31. Dezember 1899, der so formatiert ist, dass er den 0. Januar 1900 liest.